# Radim Vlasák
Radim Vlasák (* 5. ledna 1974 Brno) je bývalý český prvoligový fotbalový brankář a mládežnický reprezentant České republiky.

## Fotbalová kariéra
Odchovanec brněnských klubů Lokomotivy Horní Heršpice a Zbrojovky. Nejvyšší soutěž hrál za Brno (1993–2001) a Teplice (2002–2004). Na hostování byl v Prostějově, SK Sigma Olomouc a FK Ústí nad Labem, později hrál nižší rakouskou soutěž za ASK Kottingbrunn (2005/06). V létě 2006 se stal posilou Palavanu Bavory (společně s Pavlem Šustrem, bývalým prvoligovým spoluhráčem ze Zbrojovky Brno). Zde strávil tři a půl sezony (2006/07-2009/10) (v prvních třech sezonách s ním postoupil z Okresního přeboru Břeclavska až do Krajského přeboru jižní Moravy). Od jara 2011 působí ve Slovanu Brno, který je účastníkem 1. A třídy Jihomoravského kraje.
Debutoval ještě ve federální lize, stihl to v jejím posledním kole vůbec, a sice 30. kole ročníku 1992/93 v zápase Brna proti Nitře, který Brňané vyhráli 2:1. V 1. Československé lize nastoupil v 1 utkání, dalších 39 přidal v 1. lize ČR (35 za Brno v období 1993-2002, 4 za Teplice v období 2002-2004).
Dvakrát nastoupil za reprezentaci do 21 let (8. května 1994 – 16. března 1995), v obou případech proti Slovensku.
Od 30. září 2001 je zatím posledním brankářem Zbrojovky, který odchytal prvoligové utkání na stadionu Za Lužánkami.
V současnosti působí ve Zbrojovce Brno jako trenér mládežnických brankářů.

## Ligová bilance
| Ročník                                   | Zápasy | Góly | Minuty | Nuly | Klub                  |
| ---------------------------------------- | ------ | ---- | ------ | ---- | --------------------- |
| 1. československá fotbalová liga 1992/93 | 1      | 0    | 90     | 0    | FC Boby Brno          |
| 1. česká fotbalová liga 1993/94          | 7      | 0    | 630    | 3    | FC Boby Brno          |
| 1. česká fotbalová liga 1994/95          | 6      | 0    | 539    | 3    | FC Boby Brno          |
| 1. česká fotbalová liga 1995/96          | 4      | 0    | 300    | 1    | FC Boby Brno          |
| 1. česká fotbalová liga 1996/97          | 1      | 0    | 90     | 0    | FC Boby Brno          |
| Gambrinus liga 1997/98                   | 4      | 0    | 319    | 1    | FC Boby Brno          |
| Gambrinus liga 1998/99                   | 4      | 0    | 228    | 1    | FC Boby Brno          |
| Gambrinus liga 2001/02                   | 9      | 0    | 810    | 0    | FC Stavo Artikel Brno |
| Gambrinus liga 2002/03                   | 2      | 0    | 180    | 1    | FK Teplice            |
| Gambrinus liga 2003/04                   | 2      | 0    | 95     | 0    | FK Teplice            |
| CELKEM                                   | 40     | 0    | 3281   | 10   |                       |